# DUFF – Hast du keine, bist du eine
DUFF – Hast du keine, bist du eine (Originaltitel: The Duff) ist eine US-amerikanische Teeniekomödie von Ari Sandel aus dem Jahr 2015. Der Film basiert auf dem Roman Von wegen Liebe von Kody Keplinger. Der Kinostart in Deutschland war am 9. Juli 2015.

## Handlung
Bianca Piper ist Fan von Horrorfilmen, etwas zu klein, zu burschikos und zu pummelig und eignet sich daher perfekt als DUFF (Designated Ugly Fat Friend, engl. für „Ausgewiesene hässliche, dicke Freundin“). Dass sie von allen hinter ihrem Rücken so genannt wird, um sie von ihren schönen, schlanken und beliebten Freundinnen Jess und Casey abzugrenzen, findet sie allerdings erst in ihrem letzten Highschooljahr heraus. Sie stellt Jess und Casey zur Rede und stellt fest, dass die beiden überhaupt nicht wissen, was eine DUFF ist. Bianca will den beiden das nicht abnehmen und es kommt zum Streit.
Um ihre Rolle als hässliches Entlein abzulegen und ihren Schwarm Toby zu erobern, beschließt sie, ihr Leben zu ändern. Sie holt sich Hilfe von ihrem sportlichen Nachbarn und Sandkastenfreund Wesley, der eine On-Off-Beziehung mit der Schulzicke Madison Morgan führt. Er macht mit ihr einen Crashkurs in Sachen Flirt-Kompetenz und im Gegenzug gibt sie ihm Nachhilfe in Chemie. Als Bianca von Toby zu sich nach Hause eingeladen wird, denkt sie, es wäre ein Date mit ihm. Es stellt sich aber heraus, dass Toby sie nur benutzen wollte, um an Jess und Casey heranzukommen. Bianca verlässt darauf verletzt und gedemütigt sein Haus und versucht Wesley zu erreichen, erreicht jedoch lediglich seine Mobilbox. Bianca, die in letzter Zeit eine engere Beziehung zu Wesley entwickelt hat, sieht auf dem Weg zu ihrem Lieblingsplatz Wesley und Madison, die sich küssen. Bianca ist nun auch sauer auf Wesley, angeblich weil er sich an „ihrem“ Lieblingsplatz mit Madison getroffen hat, insgeheim hat sie aber auch Gefühle für ihn.
Sie verträgt sich wieder mit Jess und Casey, die sie dann überreden, zur Homecoming-Party zu kommen und mit ihr zusammen ein Kleid für die Party schneidern.
Auf der Party wird endlich von Bianca Notiz genommen und auch Wesley ist beeindruckt.
Bianca gesteht ihm darauf ihre Liebe, aber Wesley ist schon mit Madison zusammen. Als jedoch Madison und Wesley zu Homecoming-König und -Königin gekürt werden, geht Wesley, statt zu Madison auf die Bühne um seinen Preis abzuholen, zu Bianca und küsst sie. Bianca ist danach fest mit ihm zusammen, auch hat sie sich verändert und ist keine Duff mehr, sich aber trotzdem treu geblieben, während Wesley seine Chemie-Prüfung bestanden hat.

## Kritik
Bei Rotten Tomatoes sind 71 % der Kritiken positiv bei insgesamt 101 Kritiken; die durchschnittliche Bewertung beträgt 6/10. Im Kritikerkonsens heißt es: „The DUFF erreicht nicht die Klasse anderer Teen-Filme, bietet aber genügend postmoderne Anspielungen auf das Genre, um empfehlenswert zu sein – und brüstet sich mit der großartigen Leistung von Mae Whitman.“ (englisch: „The DUFF doesn’t achieve teen-movie greatness, but offers enough of a postmodern twist on the genre to recommend – and boasts typically great work from star Mae Whitman.“)
Der Filmdienst bezeichnete den Film ebenfalls als „erfrischende Variation des Genres mit postmodern selbstironischen Ansätzen und einer überzeugenden Hauptdarstellerin“. Kritisiert wurde zwar, dass das Ende „enttäuschend konventionell“ gerate, dennoch würde die „sympathische Botschaft der Selbstakzeptanz“ erhalten bleiben.

## Hintergrund
Das Budget für diesen Film war rund 8,5 Millionen US-Dollar. Das weltweite Einspielergebnis betrug rund 44 Millionen US-Dollar.

## Auszeichnungen
Bei den Teen Choice Awards 2015 gewann Bella Thorne in der Kategorie „Choice Movie: Villain“. Darüber hinaus erhielt der Film vier weitere Nominierungen, darunter als beste Komödie sowie für die beiden Darsteller Robbie Amell und Mae Whitman (Choice Movie Actor/Actress: Comedy). Außerdem wurde Bianca A. Santos bei den Imagen Awards 2015 als beste Nebendarstellerin nominiert.